# الحباجي
الحباجي موقع أثري في السودان، يقع جنوب غرب مروي على الجانب الغربي من النيل ويبعد عنها حوالي 65 كيلومتر (40 ميل)، بالقرب من الشلال السادس.  كشفت تلال المقبرة التي حفرها فريق فرنسي عن عدم وجود المجوهرات والأشياء الثمينة، بدلاً من احتوائها
على أسلحة مثل السيوف والحراب والفؤوس والسهام والأقواس. وكان هناك أيضا وعاء من البرونز يحتوي على واحدة من آخر النقوش المرَّوية المعروفة. وهي مزينة بمناظر زراعية وكلمة قور (التي معنى ملك). يعتقد أن المكان كان مقبرة للملوك المحليين الذين حكموا بعد مملكة كوش.  

## روابط خارجية
- تلال الحبجي وتنجاسي وزوما